# Claudia Riegler (alpska smučarka)
Claudia Alice Riegler-Dénériaz, novozelandska alpska smučarka, * 16. julij 1976, Ebenau, Avstrija.
Nastopila je na treh olimpijskih igrah, najboljšo uvrstitev je dosegla leta 2002 z enajstim mestom v slalomu. Na Svetovnem prvenstvu 1996 je bila v isti disciplini četrta. V svetovnem pokalu je tekmovala štirinajst sezon med letoma 1990 in 2003 ter dosegla štiri zmage in še štiri uvrstitve na stopničke, vse v slalomu. V skupnem seštevku svetovnega pokala je bila najvišje na trinajstem mestu leta 1997, ko je bila tudi druga v slalomskem seštevku.
Njen mož je francoski alpski smučar Antoine Dénériaz.